# Ragnar Ring
John Magnus Ragnar Larson Ring, pseudonym Lasse Ring, född 11 april 1882 i Rydboholm, Kinnarumma församling i Älvsborgs län, död 1 augusti 1956 i Sankt Görans församling, Stockholm, var en svensk filmregissör och manusförfattare under stumfilmseran samt romanförfattare.
Ragnar Ring, som växte upp i Västergötland och Småland, tog studentexamen på latinlinjen i Växjö år 1901. Han kom till Stockholm 1902 för att ingå i Svea Ingenjörkår, Ing 1. Det var i maj generalmönstring på Kungsholmen tillsammans med Fälttelegrafkåren som också tillhörde truppslaget Kungl. Fortifikationen. Han blev under volontärutbildningen till underofficer vice-korpral 1903 och underlöjtnant 1905. Under en utbildningsperiod på Krigsskolan Karlberg som han komponerade valsen Karlbergsboston som skulle komma att ingå i krigsskolan KKS musikkårs repertoar.
År 1906 fortsatte hans militära karriär vid Kungl. Västernorrlands regemente I 28 (I 21) i Sollefteå, där han blev underlöjtnant samma år. Ring blev löjtnant vid regementet 1908. Han blev på orten känd under namnet Lasse Ring som flitig festarrangör och skribent i Härnösands-Posten och Sollefteå-Bladet. Där blev han bekant med regissören Mauritz Stiller som 1912 skulle filma arméns första krigshundar som dresserats på regementet. Stillers förslag att han skulle skriva ett filmmanuskript blev så en film med titeln När larmklockan ljuder med krigshunden Tell i huvudrollen som filmens hjälte.
Som Lasse Ring arbetade han periodvis (1911–1918) för Svenska Biografteatern och filmproduktionsbolaget Pathé Frères filial i Stockholm. Efter När larmklockan ljuder följde 1914 filmen Spionen från Österland. Den exporterades som L'éspion d'Oesterland till fransktalande länder, hade inspelningstiteln Skärsliparen och speltiden 47 minuter, i tre akter. Men censur gjorde att filmen fick döpas om till För fäderneslandet.
Västernorrlands regemente deltog i krigsstationeringen vid finska gränsen mot Ryssland under första världskriget. Lasse Rings debutroman Madame de Menasjévitj gavs ut 1919 och var baserad på hans egna upplevelser och erfarenheter från händelser vid Torne älv då östfronten genom Europa hindrade passage av resenärer och varor. Ring tjänstgjorde i området som befäl i tre perioder 1915–1917. Under en truppmarsch skapade han texten och marschmusiken Vårt gråa kompani som publicerades 1915.
När första världskriget tog slut 1918 blev Ring reservlöjtnant, vilket möjliggjorde påbörjandet av hans romanförfattande. Han var 1918–1920 litterär chef hos filmdistributören Baltic Film Company på Drottninggatan i Stockholm.
Den militära karriären fortsatte dock sedan han 1919 blev kapten vid Vaxholms grenadjärregemente, till dess han övergick till att bli reservkapten. Arbetet hos Baltic Film och för Hasse W. Tullbergs förlag ledde till tanken att filma industriell verksamhet istället för att skriva om den, vilket blev inledningen till en lång tid i filmens värld. En dokumentär om varuhusets PUB:s verksamhet var starten till ett tusental dokumentärfilmer, oftast med industriellt marknadsföringssyfte. Han avgick som reservkapten 1923 för att helt och hållet ägna sig åt film. Bland annat filmen Herrskapet Stockholm ute på inköp från 1920 som ingår i en längre reklamfilm med bland andra Greta Garbo (då  Greta Gustavsson) har idag restaurerats av Svenska Filminstitutet.
Lasse Ring var 1920–1925 chef för Hasse W. Tullbergs filmindustri och 1925–1930 för efterföljande AB Tullbergs film, varefter han verkade i det egna bolaget Ring Film. Han arbetade som egen företagare och hade senare en fabrik i Ulvsunda som sysslade med industriell verksamhet till följd av hans olika uppfinningar och patent.
Ring var från 1917 gift med Ruth Valborg Ström, som tidigare hade varit sjuksköterska vid I 28 Sollefteå. De är begravda på Skogskyrkogården i Stockholm.

## Regi i urval
- 1914 – För fäderneslandet
- 1920 – Herrskapet Stockholm ute på inköp
- 1922 – En vikingafilm (+ roll)
- 1924 – Björn Mörk
- 1924 – När millionerna rulla
- 1924 – Sverige – vårt vackra land

## Filmmanus i urval
- 1913 – När larmklockan ljuder
- 1914 – För fäderneslandet
- 1922 – En vikingafilm
- 1924 – Björn Mörk
- 1924 – När millionerna rulla
- 1924 – Sverige – vårt vackra land
- 1928 – Från kyffen till hälsobostäder
- 1936 – 65, 66 och jag